# Louis Jacob Hartz

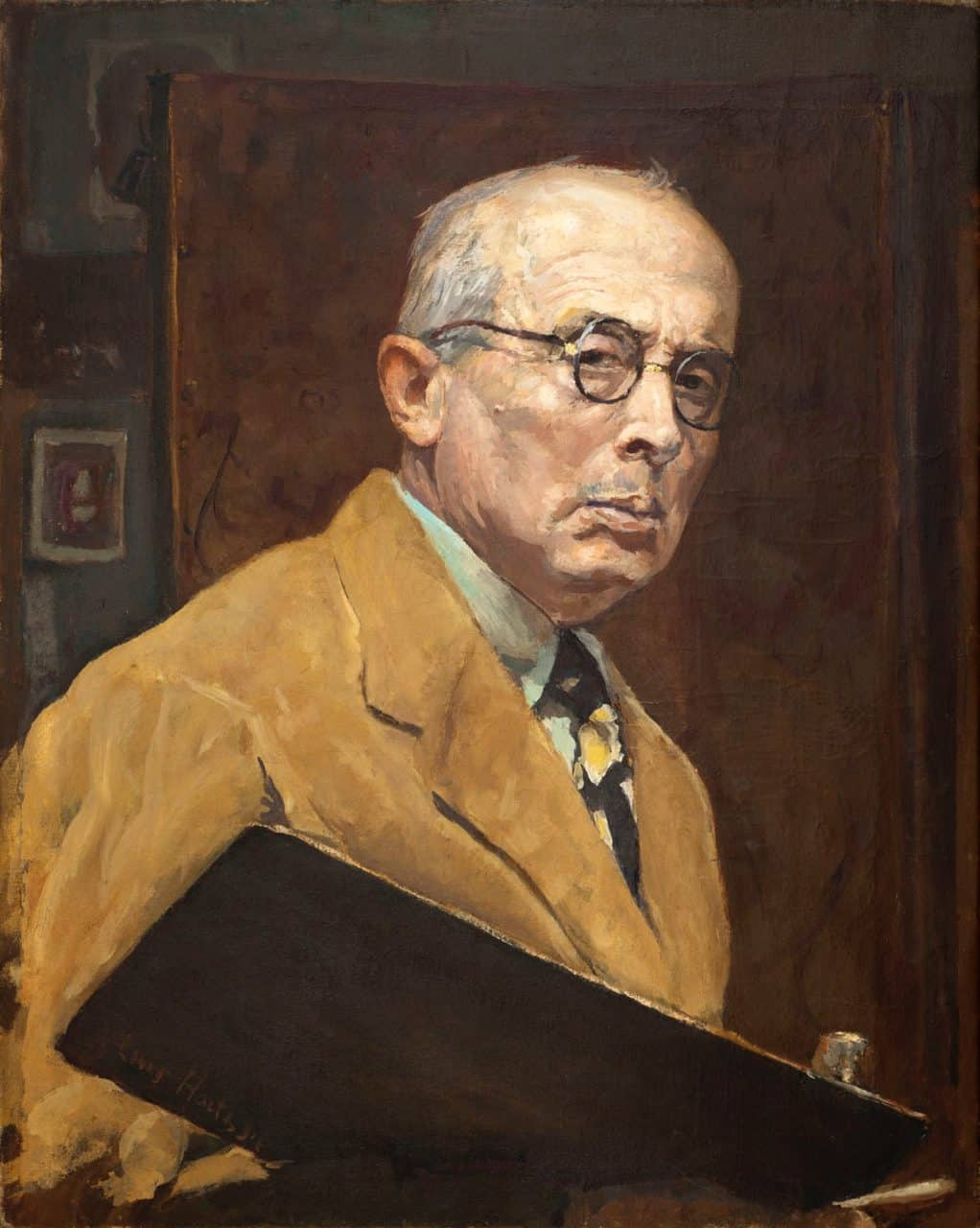
Selbstporträt

Louis Jacob Hartz (* 11. September 1869 in Amsterdam; † 17. Oktober 1935 in Heemstede) war ein niederländischer Maler und Radierer.
Hartz studierte von 1884 bis 1887 an der Rijksakademie van beeldende kunsten in Amsterdam bei Meijer Isaac de Haan, Jan Voerman Sr. und Maurits Willem van der Valk.
Er lebte und arbeitete bis 1890 in Amsterdam, dann in Hattem, Wijk aan Zee, Scheveningen, Noordwijk, Katwijk aan Zee bis 1920, zuletzt in Heemstede. Er unternahm eine große Studienreise durch Belgien, Frankreich, Italien und Ägypten, dann eine Reise an die französischen Küsten.
Louis Jacob Hartz malte und radierte Strandszenen mit Muschelfischern, Landschaften, Porträts, Akte und Blumenstillleben. Er unterrichtete B. A. P. P. Müller.